# Automobilklub
Automobilklub – klub działający najczęściej na terenie danego miasta lub regionu, a także krajowa federacja sportowa specjalizująca się w sporcie samochodowym zrzeszający kierowców lub odpowiada za działanie i rozwój sportu samochodowego w mieście, regionie lub całego kraju. Jego działania dążą do organizacji i koordynacji imprez sportu samochodowego na danym obszarze. Automobilkluby organizują również akcje mające na celu popularyzację sportów motorowych i bezpieczeństwa ruchu drogowego.